# Ullin
Ullin est une municipalité américaine du comté de Pulaski, dans l'Illinois. Au recensement de 2000, Ullin comptait 779 habitants.